# Пруенса-а-Нова (парафія)
Пруенса-а-Нова (порт. Proença-a-Nova; МФА: [pɾu.ˈẽ.sɐ-ɐ-ˈno.vɐ]) — парафія в Португалії, у муніципалітеті Пруенса-а-Нова. Розташована в східній частині країни, на теренах історичної португальської провінції Бейра. Входить до складу округу Каштелу-Бранку. За адміністративним поділом, чинним до 1976 року, терени парафії були складовою провінції Нижня Бейра. Належить до Порталегрівсько-Каштелу-Бранківської діоцезії Католицької церкви. Патрон — Діва Марія. Площа — 144,0971 км². Населення — 4295 ос. (2011). Слабо урбанізований регіон. Густота населення — 29,81 осіб/км²
. Код — 050804.

## Населення
| Кількість мешканців | Кількість мешканців | Кількість мешканців | Кількість мешканців | Кількість мешканців | Кількість мешканців | Кількість мешканців | Кількість мешканців | Кількість мешканців | Кількість мешканців | Кількість мешканців | Кількість мешканців | Кількість мешканців | Кількість мешканців | Кількість мешканців |
| ------------------- | ------------------- | ------------------- | ------------------- | ------------------- | ------------------- | ------------------- | ------------------- | ------------------- | ------------------- | ------------------- | ------------------- | ------------------- | ------------------- | ------------------- |
| 1864                | 1878                | 1890                | 1900                | 1911                | 1920                | 1930                | 1940                | 1950                | 1960                | 1970                | 1981                | 1991                | 2001                | 2011                |
| 3 545               | 3 516               | 3 796               | 4 106               | 4 710               | 4 694               | 5 223               | 6 205               | 6 340               | 6 060               | 4 966               | 4 606               | 4 781               | 4 675               | 4 295               |